# Szpilki
Szpilki là một tạp chí châm biếm Ba Lan. Nó được thành lập vào năm 1936 bởi một nhóm người văn học cánh tả, bao gồm Eryk Lipiński, Zenon Wasilewski  và Zbigniew Mitzner  (tổng biên tập). Tiêu đề có nghĩa đen là "Những chiếc ghim".
Phương châm: Prawdziwa cnota krytyk sie nie boi, ("Nhân đức thật sự luôn không sợ những lời chỉ trích")  là một trích dẫn từ bài thơ nửa anh hùng nửa trào phúng của  Ignacy Krasicki Monachomachia.
Tạm thời bị đình chỉ trong Thế chiến II, nó đã được hoạt động lại vào năm 1945. Năm 1953 Szpilki được sáp nhập với một tạp chí châm biếm, Mucha.
Cùng với nhiều phương tiện truyền thông in ấn khác, nó đã bị đình chỉ trong thời kỳ thiết quân luật ở Ba Lan. Từ năm 1990, tạp chí đã gặp phải những rắc rối, và sau nhiều nỗ lực tái lập, nó đã bị đóng cửa vào năm 1994.